# بينكني (ميشيغان)
بينكني (بالإنجليزية: Pinckney, Michigan)‏ هي منطقة سكنية تقع في الولايات المتحدة في مقاطعة ليفينغستون (ميشيغان). يقدر عدد سكانها بـ 2,427 نسمة ومساحتها 4.30 كم2 وترتفع عن سطح البحر 275 متر.

## التركيبة السكانية
قام مكتب تعداد الولايات المتحدة بتحديد بيانات التركيبة السكانية لبينكني في تعداد الولايات المتحدة. في ما يلي، التركيبة السكانية حسب تعدادي 2000 و2010.

### تعداد عام 2000
بلغ عدد سكان بينكني 2,141 نسمة بحسب تعداد عام 2000، وبلغ عدد الأسر 731 أسرة وعدد العائلات 573 عائلة مقيمة في القرية.
وتوزع التركيب العرقي للقرية بنسبة 97.80% من البيض و 0.14% من الأمريكيين الأفارقة.
بلغ عدد الأسر 731 أسرة كانت نسبة 48.7% منها لديها أطفال تحت سن الثامنة عشر تعيش معهم، وبلغت نسبة الأزواج القاطنين مع بعضهم البعض 62.7% من أصل المجموع الكلي للأسر، ونسبة 11.9% من الأسر كان لديها معيلات من الإناث دون وجود شريك، وكانت نسبة 21.6% من غير العائلات. تألفت نسبة 16.7% من أصل جميع الأسر من أفراد ونسبة 6.4% كانوا يعيش معهم شخص وحيد يبلغ من العمر 65 عاماً فما فوق. وبلغ متوسط حجم الأسرة المعيشية 3.28، أما متوسط حجم العائلات فبلغ 2.90.
بلغ العمر الوسطي للسكان 31 عاماً. وكانت نسبة 32.7% من القاطنين تحت سن الثامنة عشر، وكانت نسبة 7.7% بين الثامنة عشر والأربعة وعشرون عاماً، ونسبة 36.0% كانت واقعةً في الفئة العمرية ما بين الخامسة والعشرون حتى والأربعة وأربعون عاماً، ونسبة 17.7% كانت ما بين الخامسة والأربعون حتى الرابعة والستون، ونسبة 6.0% كانت ضمن فئة الخامسة والستون عاماً فما فوق. يوجد لكل 100 أنثى 102.6 ذكر، ويوجد لكل 100 أنثى في الثامنة عشر من عمرها فما فوق 99.7 ذكر.
بلغ متوسط دخل الأسرة في القرية 58,077 دولار، أما متوسط دخل العائلة فبلغ 60,776 دولار. وكان متوسط دخل الذكور 45,125 دولار مقابل 27,198 دولار للإناث. وسجل دخل الفرد الخاص بالقرية 20,429 دولار. وكانت نسبة 4.4% من العائلات ونسبة 5.7% من السكان تحت خط الفقر، وكان من هؤلاء نسبة 4.8% تحت سن الثامنة عشر ونسبة 9.9% في الخامسة والستين من العمر وما فوق.

### تعداد عام 2010
بلغ عدد سكان بينكني 2,427 نسمة بحسب تعداد عام 2010، وبلغ عدد الأسر 869 أسرة وعدد العائلات 648 عائلة مقيمة في القرية. في حين سجلت الكثافة السكانية 1,516.9 نسمة لكل ميل مربع (585.7/كم2). وبلغ عدد الوحدات السكنية 927 وحدة بمتوسط كثافة قدره 579.4 لكل ميل مربع (223.7/كم2).
وتوزع التركيب العرقي للقرية بنسبة 97.9% من البيض و 0.2% من الأمريكيين الأصليين و 0.3% من الأمريكيين ذوي الأصول الآسيوية و 0.1% من الأمريكيين الأفارقة و 1.2% من عرقين مختلطين أو أكثر.
بلغ عدد الأسر 869 أسرة كانت نسبة 45.5% منها لديها أطفال تحت سن الثامنة عشر تعيش معهم، وبلغت نسبة الأزواج القاطنين مع بعضهم البعض 56.4% من أصل المجموع الكلي للأسر، ونسبة 13.6% من الأسر كان لديها معيلات من الإناث دون وجود شريك، بينما كانت نسبة 4.6% من الأسر لديها معيلون من الذكور دون وجود شريكة وكانت نسبة 25.4% من غير العائلات. تألفت نسبة 21.5% من أصل جميع الأسر من أفراد ونسبة 6.5% كانوا يعيش معهم شخص وحيد يبلغ من العمر 65 عاماً فما فوق. وبلغ متوسط حجم الأسرة المعيشية 3.25، أما متوسط حجم العائلات فبلغ 2.78.
بلغ العمر الوسطي للسكان 34.1 عاماً. وكانت نسبة 31.2% من القاطنين تحت سن الثامنة عشر، وكانت نسبة 6.5% بين الثامنة عشر والأربعة وعشرون عاماً، ونسبة 31.3% كانت واقعةً في الفئة العمرية ما بين الخامسة والعشرون حتى والأربعة وأربعون عاماً، ونسبة 23.6% كانت ما بين الخامسة والأربعون حتى الرابعة والستون، ونسبة 7.4% كانت ضمن فئة الخامسة والستون عاماً فما فوق. وتوزع التركيب الجنسي للسكان بنسبة 49.0% ذكور و51.0% إناث.